# Phellinidium pouzarii
Phellinidium pouzarii är en svampart som först beskrevs av František Kotlaba, och fick sitt nu gällande namn av Fiasson & Niemelä 1984. Phellinidium pouzarii ingår i släktet Phellinidium och familjen Hymenochaetaceae.   Inga underarter finns listade i Catalogue of Life.